# Gheorghe Catrina
Gheorghe Catrina (n. 30 octombrie 1953, comuna Bălcești, județul Vâlcea) este un general de aviație (cu patru stele) român, care a îndeplinit funcția de șef al Statului Major al Forțelor Aeriene Române (1 august 2003  - 12 martie 2007).

## Biografie
Gheorghe Catrina s-a născut la data de 30 octombrie 1953, în comuna Bălcești (județul Vâlcea). A absolvit Școala de Ofițeri de Aviație în anul 1975, devenind ofițer de aviație.
În decursul carierei sale militare a avansat de la cele mai mici poziții până la cea de șef al Aviației  Militare Române, îndeplinind sarcini de pilot de luptă, pilot-șef și funcții de comandă la diferite baze ale Forțelor Aeriene Române.
Între anii 1981-1983 a urmat cursurile Academiei de Înalte Studii Militare. După absolvire, a fost numit ca ofițer navigator într-un regiment de bombardiere.  
A îndeplinit apoi următoarele funcții de comandă: locțiitor pentru zbor al comandantului și comandant de Regiment Aviație Vânătoare-Bombardament; locțiitor pentru zbor al comandantului de Divizie de Aviație; locțiitor pentru zbor al comandantului aviației, la Statul Major al Aviației și Apărării Antiaeriene; comandant al aviației la Statul Major al Aviației și Apărării Antiaeriene(1997-1999); locțiitor al șefului Statului Major al Aviației și Apărării Antiaeriene în 1999; comandant de Divizie Aeriena; comandant al Comandamentului Operațional Aerian Principal (COAP)între anii 2001-2003.
La data de 1 august 2003, generalul Catrina a fost numit în funcția de Șef al Statului Major al Forțelor Aeriene Române.  
După absolvirea Academiei de Înalte Studii Militare pregătirea profesională a continuat cu: curs post-academic de comandanți de regimente, 1988; curs limba engleză, 1996; Colegiul Național de Apărare, București, 1998; Colegiul Industrial al Forțelor Armate, Universitatea Națională de Apărare, Washington DC, Statele Unite ale Americii, 1 an;  Master în Științe: «Strategia Resurselor Naționale», Universitatea Națională de Apărare, Washington DC, Statele Unite ale Americii, 2001; - Curs de perfecționare pe probleme actuale ale securității naționale și internaționale, 2002; Doctor în științe militare, 2006; Conferențiar.
Este membru al "Internațional Fellows Hall of Fame" din cadrul Universității Naționale de Apărare,Washington DC, Statele Unite ale Americii (http://www.ndu.edu/info/IFHall_of_fame.cfm Arhivat în 27 mai 2010, la Wayback Machine.).
Președintele SUA i-a conferit Legiunea de Merit în grad de Comandor ( site-ul Forțelor Aeriene (www.roaf.ro): Cer Senin nr.1/2007, pag 8, articolul Adio arme! - distincții și medalii primite; Cer Senin nr.4/2004, pag 9.} 
Gheorghe Catrina a fost înaintat la gradul de general de flotilă aeriană (cu 1 stea) la 27 noiembrie 1997 , apoi la cele de general de divizie aeriană (cu 2 stele) la 1 decembrie 1999  și general-locotenent (cu 3 stele) .
În perioada cât a condus Statul Major al Forțelor Aeriene, s-au derulat o serie de programe de înzestrare atât cu avioane de transport, cât și cu avioane de luptă. 
La data de 12 martie 2007, el a fost înaintat la gradul de general cu patru stele și trecut în rezervă, printr-un decret semnat de către președintele României, Traian Băsescu. 

## Viața personală
Generalul Catrina este căsătorit și are doi copii, un fiu și o fiică.